# Joan Sauret
Joan Sauret i García (Balaguer, la Noguera, 1899-1985) fue un periodista y político español. En 1914 se establece en Buenos Aires, donde colaboró en la revista en catalán Ressorgiment. Volvió a Cataluña en 1921 y fue secretario de la Joventut Nacionalista de Balaguer, y fundó e impulsó las publicaciones Flama, La Branca y Pla i Muntanya (1925-1936).

## Biografía
Participó en el congreso fundacional de Esquerra Republicana de Catalunya, y con este partido fue elegido diputado en las elecciones al Parlamento de Cataluña de 1932 por la provincia de Lérida. Colaboró también con La Humanitat y La Campana de Gràcia. Formó parte de la Comisión de Finanzas y de la de Revisión de Cuentas del Parlamento de Cataluña y formó parte del Comité Ejecutivo de ERC después de los hechos del seis de octubre de 1934.
En 1936 fue representante del Departamento de Finanzas de la Generalidad de Cataluña en el Comité de Apropiaciones. En 1938, en plena guerra civil española, fue nombrado secretario general de sanidad y miembro del consejo ejecutivo de ERC. Acabada la guerra civil se exilió en Perpiñán, Montpellier y después en París, donde se encargó de la reaparición de La Humanitat. Durante la ocupación nazi fue internado en el campo de concentración de Le Vernet. Pasada la Segunda Guerra Mundial fue cofundador de la Unión de Federalistas Catalanes y vicepresidente del Consejo Federal Español del Movimiento Europeo en 1949. En 1953 se adhirió a la Conferencia Nacional Catalana celebrada en México. En 1957 sucedió a Josep Tarradellas como secretario general de ERC, con quien tuvo fuertes enfrentamientos. Mantuvo buenas relaciones con Josep Pallach i Carolà. En 1976 dimitió como secretario general en favor de Heribert Barrera. Volvió a Balaguer poco antes de morir.
- Datos: Q11927936